# Steatoda variipes
Steatoda variipes là một loài nhện trong họ Theridiidae.
Loài này thuộc chi Steatoda. Steatoda variipes được Eugen von Keyserling miêu tả năm 1884.